# Lussuria - Seduzione e tradimento
Lussuria - Seduzione e tradimento (cinese: 色，戒; pinyin: Sè, jiè, letteralmente "Lussuria e cautela") è un film del 2007 diretto da Ang Lee, tratto dall'omonimo romanzo di Zhang Ailing.

## Trama
Film ambientato nella Shanghai degli anni quaranta, occupata dai giapponesi, narra la storia di una studentessa arruolatasi in un gruppo di ragazzi universitari per mettere in atto un assassinio ai danni di un direttore del servizio segreto del governo fantoccio giapponese. Fingendosi una sofisticata signora diventerà l'amante del traditore, ma spingendosi sempre più oltre in questa relazione finirà per amarlo.

## Edizione italiana
L'edizione italiana è a cura de LaBibi.it, mentre i dialoghi e la direzione del doppiaggio sono di Gianni Galassi.

## Riconoscimenti
- 2007 - Mostra internazionale d'arte cinematografica di Venezia
  - Leone d'oro al miglior film
- 2009 - Guldbagge
  - Miglior film straniero